# جنگل‌های پوده‌ای باتلاقی برنئو
جنگل‌های پوده‌ای باتلاقی برنئو بوم‌ناحیه‌ای است در درون زیست‌بوم جنگل‌های پهن‌برگ مرطوب حاره‌ای و جنب‌حاره‌ای است که در جزیرهٔ برنئو که منطقه‌ای تقسیم‌شده میان برونئی، اندونزی و مالزی است، قرار دارد.